# Scapteriscus variegatus
Scapteriscus variegatus är en insektsart som först beskrevs av Hermann Burmeister 1838.  Scapteriscus variegatus ingår i släktet Scapteriscus och familjen mullvadssyrsor. Inga underarter finns listade i Catalogue of Life.